# Escudo defletor
Um escudo defletor (ou escudo deflector em Portugal), tela defletora, tela defensiva ou blindagem defensiva, é uma tecnologia ficcional encontrada comumente em ficção científica. Tipicamente, escudos defletores (frequentemente citados apenas como escudos) são algum tipo de campo de força desenvolvido como uma proteção contra armas, defletindo ou absorvendo o impacto. O campo é projetado ao longo da superfície de, ou no espaço ao redor de uma espaçonave, estação espacial, planeta, lua ou edifício. Alguns são pequenos o suficiente para proteger uma única pessoa em combate, tal como no universo de Duna ou Stargate. São frequentemente descritos como superfícies translúcidas ou invisíveis que brilham quando recebem um impacto.

## Histórico
O conceito remonta pelo menos aos anos 1920, nas obras de E.E. 'Doc' Smith e outros, embora já em 1912, William Hope Hodgson tenha apresentado em seu "The Night Land" um lugar denominado "Last Redoubt" onde se abrigam os remanescentes da humanidade, protegidos por algo similar a um escudo defletor. E, embora sejam fictícios, escudos defletores possuem alguma semelhança com dispositivos reais como geradores de campo magnético e janelas de plasma.
A frase "Shields up!" ("Levantar escudos!"), de uso disseminado em "Star Trek", provavelmente tem sua origem na guerra clássica, quando a infantaria levantava seus escudos para se proteger de flechas e outros projéteis. Todavia, a conotação intuitiva de levantar ou baixar a guarda (no boxe, por exemplo), é sem dúvida responsável pela ubiqüidade da expressão em ficção científica.

## Tipos e funcionamento
A capacidade e a utilidade prática dos escudos defletores variam; em algumas obras (como no universo de Star Trek), podem parar tanto raios de energia quanto projéteis físicos, sejam naturais ou artificiais. Em outras (tais como no universo de Star Wars), existem vários tipos de escudos defletores — os assim chamados ray shields ("escudos de raio") são projetados para deter emissões de armas de energia dirigida e desintegrador, e os "particle shields" ("escudos de partícula"), que são projetados para deter projéteis cinéticos, como mísseis e bombas.
Escudos defletores geralmente funcionam absorvendo ou dissipando a energia de um ataque em curso; a exposição prolongada a tais ataques enfraquece o escudo e eventualmente resulta em seu colapso, tornando o casco da nave (ou as paredes do edifício, ou a superfície do planeta) vulneráveis ao ataque. Grandes sistemas de escudos defletores ou aqueles abastecidos por imensas fontes de energia, podem absorver/dissipar mais danos antes de falhar – de modo que grandes astronaves, por exemplo, podem montar escudos mais fortes do que os de um pequeno caça estelar monoposto (da mesma forma que um encouraçado possui uma blindagem mais espessa que a de um pequeno barco de patrulha. Todavia, em alguns universos ficcionais, campos de força são completamente invulneráveis para qualquer tecnologia existente, ainda que só possam ser operados por curtos períodos de tempo ou com um grande consumo de energia. Isto é usado com freqüência em jogos para conceder ao jogador invulnerabilidade temporária, tal como a "Cortina de Ferro" usada pela União Soviética em Command & Conquer: Red Alert 2, e em muitos jogos on line.
Em algumas obras de ficção científica, um escudo não deflete o ataque, mas o absorve, dissipando sua energia. Estes escudos são denominados comumente de "telas", "escudos defensivos", ou simplesmente, "escudos".
"Calha de Chuva"

## Escudos pessoais
Geradores de escudos pessoais, apesar de proverem grande proteção contra armamento convencional, freqüentemente se mostram vulneráveis contra projéteis movendo-se à baixa velocidade, como a lança atirada por Rogue Trooper na HQ "2000 AD", ou a adaga atirada pelo coronel Jack O'Neill para penetrar os escudos dos Goa'uld no universo de Stargate.
No Universo de Duna, o uso de geradores de escudos pessoais de efeito Holtzman é bastante arriscado, visto que, se atingidos por disparos de armas laser (lasguns), podem desencadear uma explosão atômica.